# Refugiats negres
Els refugiats negres foren les persones d'origen africà que es van escapar de l'esclavitud durant la Guerra anglo-americana de 1812-1815 i que es van assentar a Nova Escòcia, Nova Brunswick i l'illa de Trinitat. Aquests foren el principal grup d'afroamericans que van aconseguir la llibertat durant aquesta guerra. El 1815 hi va haver un grup important de persones que van marxar de la costa del Golf dels Estats Units cap a Trinitat, que foren seguits el 1816 per militars afroamericans que havien format part del segon cos de Marines Colonials. Després dels lleialistes negres, els refugiats negres són el segon grup més important d'afroamericans que van fugir de l'esclavitud als Estats Units durant aquesta època de la guerra i es van assentar al Canadà i que van formar la font més significativa de la immigració de les actuals comunitats d'afroamericans de Nova Escòcia.

## Context històric
Durant el 1813, el vice-almirall Sir John Borlase Warren va ordenar rebre en els seus vaixells a tots els negres que li demanessin ajuda. Així, ell els va rebre com homes lliures i no com a esclaus i en va enviar a moltes colònies de l'Imperi Britànic. El capità Robert Barrie del vaixell HMS Dragon va explicar a l'almirall que no tenia dubte que els negres de Virgínia i Maryland s'aixecarien en armes contra els americans. Sir Alexander Cochrane, vice-almirall successor de Warren va encoratjar l'emigració dels afroamericans estatunidencs. Aquest va fer una proclamació que estava basada en la Proclamació del 7 de novembre de 1775 del Comte de Dunmore i en la Proclamació de Philipsburg del 30 de juny de 1779 en la qual, tot i que no hi estaven mencionats els esclaus negres, se'ls encoratjava a ajudar els britànics. Tot i que els esclaus negres no s'hi mencionaven, molta gent va interpretar que aquesta proclamació incitava a una revolta violenta.
Ja en aquells moments era considerable el flux de refugiats i aquesta proclamació no feia més que constatar el que ja havia passat des de feia més d'un any. Alguns anys després de l'arribada a Nova Escòcia dels refugiats negres, es va proposar un pla en el qual es proposava que fossin enviats a Freetown, Sierra Leone, ciutat africana en la qual els afroamericans eren l'elit governant. Tot i això, aquest pla no es va arribar a materialitzar i els refugiats negres es van assentar a Nova Escòcia. En el document anomenat Llista de Halifax s'hi van anotar noms de refugiats negres i de lleialistes negres, eludint els afroamericans que havien arribat al territori anteriorment.

## Resultats
Hi va haver un total d'uns 4.000 afroamericans que es van escapar mitjançant l'Armada Reial Britànica, cosa que significa l'emancipació d'afroamericans més nombrosa anterior a la Guerra Civil dels Estats Units. D'aquests, uns 2.000 es van assentar a Nova Escòcia i uns 400 ho van fer a Nova Brunswick. Els refugiats negres de Nova Escòcia al principi van viure a l'antic camp de presoners de guerra de l'illa Melville, que va donar facilitats per la immigració després de la guerra de 1812. Des d'aquí, van anar a viure a altres assentaments al voltant de Halifax i la vall d'Annapolis. Hi va haver altres refugiats negres que es van assentar a l'illa de Trinitat. D'aquests, la majoria havien servit en els Cossos de Marines Colonials.

## Descendents
Els refugiats negres són el grup més nombrós d'avantpassats dels afroamericans de Nova Escòcia i van formar el nucli de les comunitats i esglésies dels afroamericans novaescocesos que encara existeixen en l'actualitat. A North Preston i East Preston s'hi van assentar un gran nombre de refugiats negres. Altres petites comunitats com Hammonds Plains, Beechville i Windsor, a la vall d'Annapolis van acollir altres refugiats negres. Algunes de les famílies van anar a Halifax buscant llocs de treball a la dècada de 1840 i van fundar la comunitat d'Africville. Entre els refugiats, hi havia el líder religiós abolicionista Richard Preston i els pares de Willian Hall, que fou un dels primers canadencs que van guanyar la Creu Victòria. Els refugiats negres de Nova Escòcia van importar l'artesania d'una cistelleria característica que encara practiquen els seus descendents i que és diferent de la dels acadians i dels micmacs.